# Affaire de Susurluk
L'affaire de Susurluk (Susurluk skandalı en turc) est un événement ayant eu lieu le 3 novembre 1996 à Susurluk, petite ville située dans la province de Balıkesir. 
Un accident de voiture met fortuitement au jour les liens étroits entretenus à l'époque entre politique, police et mafia d'extrême droite turque : les victimes sont un député proche du pouvoir, un chef des gardes de village, milice kurde pro-gouvernementale chargée de combattre les rebelles du PKK, et un chef mafieux notoire, Abdullah Çatlı, dirigeant de l'organisation néo-nazie ultranationaliste des Loups Gris. 
Cette affaire donne lieu à une vive controverse dans l'opinion et au Parlement : pendant des semaines, des citoyens éteignent la lumière une minute par nuit pour réclamer la "lumière" sur cette affaire. Le ministre de l'Intérieur Mehmet Ağar doit démissionner mais, protégé par son immunité parlementaire, il ne sera inculpé qu'en 2007 ; il est condamné à cinq ans de prison en septembre 2011 mais bénéficie d'une libération conditionnelle en 2013,,·